# 幻仔譚じゃのめ
『幻仔譚じゃのめ』（げんしたんじゃのめ）は梅田阿比による日本の漫画作品。『週刊少年チャンピオン』（秋田書店）2008年49号より2010年12号まで連載された。妖怪を題材とした漫画作品。作者によれば、「蛇女房」という昔話をモチーフにしているという。

## あらすじ
中学2年生の少女・朝灯は、父・陽の再婚相手と共に暮らすために、彼女たちの住む神緒町（かみおちょう）に引っ越してくる。その町には不思議な民間伝承があり、人と動物の精霊が婚姻するという「異類婚」が一昔前まで続けられており、今もなおその子孫が残る、と言われる土地であった。そこを訪れた朝灯は、突然激痛の発作に苦しむことに。発作に苦しむ中、陽の再婚相手・巴の連れ子である邑と出会い、その原因を巡って朝灯は母子の不思議な能力を知る事に…

## 登場人物

### 伊原家関係者
伊原 朝灯（いはら あさひ）
中学2年生。父である陽の再婚相手の住む神緒町へ、陽と共にやってくる。幼い頃に母親を病気で亡くしており、以来原因不明の激痛の発作に襲われるようになった。明るく前向きな性格で、陽の再婚にも乗り気であるが、内面では無理をしているのではないかと陽には気遣われている。邑との関わりの中で、自らの体に走る激痛の原因を知る。その激痛の正体は、母を亡くした幼い朝灯の心に棲み付いた妖・「虹蛔」の仕業だった。巴と邑により妖は退治されるが、妖の最後の悪あがきで右眼を失い、肉体も傷付き瀕死となるが、巴の眼球をその身に受け継ぐことで回復し、生き永らえる。また巴の眼球を舐めることで舌に模様があらわれ力がやどる。ただし数日たつと力が消えるため再度舐める必要がある。巳緒が3歳の時に右眼を巴に返還した模様。
伊原 邑（いはら ゆう）
中学2年生。朝灯の義弟。旧姓・境（さかい）。母親の巴と共に神緒町に暮らしている。人見知りが激しく、他人に心を開かず、トラブルも起こすと言われる問題児であり、学校でも気味悪がられており友人はいない。再婚にも乗り気でなかったが、朝灯と出会い、彼女を受け入れていく。蛇（ヤマカガシ）の精霊の血を引いており、巴の眼球をしゃぶることで特殊な力を引き出せる。また奥歯で噛むことで毒を浴びせる。左目の奥に「覚鱗」と呼ばれる母親の鱗が数枚挟み込まれており、有り余る力をセーブしている。覚鱗は自分では外せないので巴か朝灯に舌で舐め取ってもらわないといけない。
伊原 陽（いはら あきら）
朝灯の父親。最近まで精霊の力のことを知らなかった。巴、邑母子や朝灯の秘密を逡巡なく受け入れ、家族としての絆をより深めることのできる博愛的で器の大きい人物。兵梧に巴、邑母子への仕打ちを抗議しに行った時、最強の霊力を持つ兵梧に「人間としての強さ」を思い知らせた。
伊原 巴（いはら ともえ）
陽の再婚相手。旧姓・境（さかい）。儚げな美人。左眼が見えず、常に隠した髪形をしている。蛇（ヤマカガシ）の精霊の子孫で、その眼には特殊な力が宿る。残った右眼を、妖に眼と肉体を傷付けられて瀕死の朝灯を救うために、朝灯の傷付いた眼と交換し失明した。奇病を治す呪術師のような仕事をしていると噂されている。
伊原 巳緒（いはら みお）
単行本7巻のエピローグにおいて登場。陽と巴の間に産まれた女の子。眼に精霊の力を持つ。
万屋 春兎（よろずや はると）
神緒町で化け物や精霊の子孫が関係した事件に関する仕事をしている兎の妖怪。朝灯とは行方不明になった慧という少年の捜索を依頼されたことがきっかけで知り合った。邑や巴とは古くからの知り合いで、邑から母親の左眼を取り戻すための協力を要請されたが断ったことがある。性格は強欲で臆病。気難しい性格だが、朝灯にはよく懐き、事件解決後は報酬について難癖をつけて伊原家に住みつくこととなる。頭が大きく、目鼻の配置が人間に近いなどマンガ的にデフォルメされた姿で描かれているが、作中においては毛皮が赤黒いこと、後ろ脚による直立二足歩行ができること、着物を着ていることを除けば普通の兎と区別がつかないものとして描かれている。好きなものは耳の間をなでられることと、シャンプーや石鹸の臭い。
作者の自画像もよく似た白い兎の姿で描かれているが、作者自身は何の関係もないと発言している。

### 志田家関係者
志田 大和（しだ やまと）
邑の腹違いの兄で邑や朝灯よりも一つ上。母親が黒龍の精霊の子孫で、左腕が龍の腕に変形する。幼少期に母親の左眼を自分の左眼に移植したため、邑とは違い母親の眼玉をしゃぶらずともいつでも力が引き出せる。普段の状態から覚鱗を2枚外している。なお、兄妹共に朝灯・邑とは別の中学校（神緒第一中学校）に通っている。
志田 出流（しだ いづる）
大和の妹で邑や朝灯とは同い年。大和を慕っており、大和を惑わす邑や朝灯のことをよく思っていない。眼玉の霊力は女性に引き継がれているため、いつでも黒龍の精霊の力が引き出せる。
志田 兵梧（しだ ひょうご）
大和・出流・邑の父親。神緒の人形屋の主で、碧龍の精霊の子孫（ただし、遠い先祖のため一般人として生まれている）。家宝の碧龍の眼玉を自らの右眼として移植し、さらに霊力を高めるために覚鱗を40枚入れている。そのため人としての視力はほぼ失っており身体もボロボロになっているが、霊力は神緒の中でも最強。力のみに固執する性格で、邑の力を引き出すために幼少期の邑を虐待していた。
志田 光流（しだ ひかる）
大和・出流の母親。黒龍の精霊の子孫で、兵梧や巴とは幼馴染。
古嶺（ふるみね）
兵梧の弟子の一人の人形師で、出流に心酔している。ノスリの精霊の子孫。
顆色（かしき）
出流の使い魔。

### 神緒第二中学校関係者
藤吉（ふじよし）
朝灯・邑のクラスメート。真面目な優等生タイプの性格。かつてはある事件がきっかけで邑のことを逆恨みしていて、その心の隙を霞啖に突かれてしまい邑達に襲い掛かるが、邑達の尽力により霞啖を倒し邑達と和解。その後はクラスメートとも打ち解け性格も若干明るくなった。クラスメートの中では邑達の力を知る数少ない人物の一人。
黒木（くろき）
朝灯・邑のクラスメート。眼鏡着用。
紗矢（さや）
朝灯・邑のクラスメート。勝気な性格。神緒町の針桐地区の自治会長の娘。緋謳の一件で邑達に助けられ、邑達の力も知ることになるが気にせずそのまま親友として付き合っている。クラスメートの中では邑達の力を知る数少ない人物の一人。
都（みやこ）
朝灯・邑のクラスメート。体格は小柄で臆病かつ泣き虫な性格で、クラスメイトにパシリにされている。

### その他の人々
山家（やまが）
神緒町の眼科医。精霊や妖怪が原因で目に異常をきたしている患者専門の医者で、巴や朝灯の目についても定期的に検査を行っている。
圭善（けいぜん）
神緒町に流れ着いた修行僧。18歳。耳の中に鈴雷という自称金剛夜叉明王の眷属を従えている。細かい出身地は不明だが圭善も鈴雷も関西弁を話す。生い立ちは不明だが妖怪を非常に憎む。坊主だが全身傷だらけで粗野な性格。行き倒れになっているところを陽に拾われるも伊原家で失礼を働きお堂に置き去りにされる。その後、烟窠との戦いで邑達と和解。春兎に烟窠から受けた毒の治療の報酬として春兎の用心棒として神緒町に滞在することになり、その後もたびたび邑達と関わることになる。
鈴雷（りんらい）
圭善の耳の中に潜む自称金剛夜叉明王の眷属。外見は5つの目と6本の腕を持ち、背中に大量の剣を背負った小人。体内に千三百の武具（内七百九十本は「雷の華」と呼ばれる宝剣）を携えており、戦闘時に最高の状態で圭善に提供している。
イノリ
山男と人間の娘との間に生まれた少女。神緒山中に住んでいる。母を亡くした後父も母の亡骸を持って行方不明になり、それから何十年も一人で生きてきた。孤独に耐えかね母の形見の羽蓑を完成させて自分を受け入れてくれる無何有郷（ユートピア）に旅立とうとしていたが、圭善と出会い彼を通じて邑達と友達になった。